# Ophiomyia kenyae
Ophiomyia kenyae är en tvåvingeart som beskrevs av Spencer 1985. Ophiomyia kenyae ingår i släktet Ophiomyia och familjen minerarflugor.
Artens utbredningsområde är Kenya. Inga underarter finns listade i Catalogue of Life.